# 朱國良
朱國良（Chu Kwok Leung，1979年10月29日—），是一名香港足球運動員，司職前鋒。現時效力香港乙組足球聯賽球隊九龍城。

## 球員生涯
朱國良自幼喜歡足球，年輕時加入愉園青年軍，由於只有車馬費，故此另覓工作。直至2006年，朱國良以業餘身份，加盟香港丙組（地區）聯賽球隊屯門。
在2008–09年度球季，全季射入15個入球，榮膺香港丙組（地區）聯賽神射手，並協助屯門在香港丙組（地區）聯賽以14戰11勝3和得36分的不敗佳績奪得冠軍。其後於丙組總決賽，以三戰全勝佳績，首次成為丙組總冠軍。曾是香港五人足球代表隊成員的隊長朱國良賽後表示：「希望升班能提高屯門足球的形象，因為有些人誤會我們跟屯門普高有關。」
朱國良2009-10年度球季，協助屯門奪得香港乙組足球聯賽亞軍，首次取得升上香港甲組足球聯賽的資格後，原因工作關係一度打算離隊，惟最終決定隨隊升班，惟正職仍是沖印技術員，只以兼職身份效力。
2011年再度入選香港五人足球代表隊出戰亞洲足協五人足球錦標賽外圍賽，更擔任隊長。雖最終未能出線，但卻取得兩個入球。。
2012年夏天，朱國良離開效力了六年的屯門，轉投香港乙組足球聯賽球隊大中。

## 個人榮譽
- 香港丙組（地區）聯賽神射手 一次(2008-09季度)

## 外部連結
- 香港足球總會網站球員註冊資料 （页面存档备份，存于）
- 屯門足球隊官方網頁